# Star Stable
Star Stable is een online paardenspel dat werd uitgebracht in 2011 door het bedrijf Star stable Entertainment AB.  Het spel heeft een eigen engine. Daarnaast heeft StarStable AB ook mobiele apps uitgebracht die zijn gebaseerd op Star Stable.
Het spel zelf is sinds oktober 2023 ook wereldwijd beschikbaar op iOS en Android. Het is nog niet mogelijk om SSO te spelen op Chromebooks.
Het spel wordt elke woensdag voorzien van updates. In 2023 is het mogelijk om level vijfentwintig te bereiken.
Maandelijks wordt het spel door honderdduizenden spelers gespeeld. Wereldwijd heeft het 15 miljoen spelers uit 180 landen.

## Verdienmodel
In het spel worden door middel van dagelijkse klusjes en racejes Jorvik Shillingen (js) verdiend waarmee nieuwe kledingswaren, uitrusting en voedsel voor de paarden kunnen worden aangeschaft. Ook kunnen zogenaamde Star Coins worden gebruikt (het virtuele betaalmiddel van Star Stable) waarmee bandages, strikjes, paarden etc. mee worden gekocht. Wekelijks krijgt een speler die Star Rider is (een abonnement op het spel) 100 Star Coins. Star Coins kunnen ook apart worden aangekocht.  Af en toe komt Star Stable met een zogenoemde “waardeboncode”. Met deze code is er een kans dat je star coins krijgt, echter kunnen dit ook kledingstukken zijn of eten voor je paarden. Als laatste kun je een waardeboncode voor iemand anders aankopen als zijnde cadeau bijvoorbeeld. Verder zijn er geen andere mogelijkheden om Star Coins te verkrijgen in het spel.

## Paard
Het paard is de constante metgezel van de speler en het primaire vervoermiddel in Jorvik.
Paarden vertegenwoordigen de kernmechaniek van het spel en worden gebruikt voor reizen, racen, wedstrijden en meer.
Het eerste paard van de speler, de Jorvik Warmbloed, wordt gekozen en aangepast door de speler bij de eerste aanmelding voor SSO. Bij het begin van het spel huurt de speler dit paard alleen van zijn vorige eigenaren. Na het voltooien van een select aantal quests, wordt de Jorvik Warmbloed aan de speler gegeven. Andere paarden kunnen op meerdere locaties worden gekocht en kunnen alleen worden gekocht met Star Coins.